# Kaiserstuhl (Argovie)
Pour les articles homonymes, voir Kaiserstuhl.
Kaiserstuhl est une ancienne commune et une ville de la commune de Zurzach, située dans le district argovien de Zurzach, en Suisse.
Située au bord du Rhin, elle a été fondée vers le milieu du 13e s. et se caractérise par un plan triangulaire qui a préservé presque intégralement sa physionomie médiévale, à l'exception de quelques éléments baroques et rococo.

## Culture et patrimoine

### Héraldique
| Blason | Blasonnement : Mal-gironné de six pièces d'azur et de gueules mouvant du flanc. |

### Monuments et curiosités

Vue aérienne (1953).

La commune compte plusieurs monuments classés comme biens culturels d'importance nationale, à savoir l'ancienne résidence du couvent de Saint-Blaise, la villa Marschallhaus, les murailles de ville et la tour supérieure.
- La vieille ville est organisée dans un ensemble défensif triangulaire, formé par la Tour supérieure (Obere Turm) construite par les barons de Kaiserstuhl avant la fondation de la ville. Le château de Röteln constitue la tête-de-pont sur la rive allemande. La Tour des Cigognes (Storchenturm) à l'ouest et un reste de la Wörndliturm à l'est finalisent l'ensemble.
- L'église paroissiale Saint-Catherine est une construction à une nef gothique qui a été agrandie en 1609, puis transformée en style baroque en 1755 avec un clocher-cœur voûté. L'aménagement intérieur comprend une chaire de style rococo en bois sculpté par Franz Ludwig Wind en 1756.
- La maison Zur Linde est une maison de campagne patricienne élevée en 1764 avec des armoiries rococo.
- L'ancienne maison administrative du couvent Saint-Blaise est un grand bâtiment de style gothique tardif avec double pignon à redans, construite entre 1562 et 1564.
- La maison Mayenfisch (ou du maréchal) est un hôtel particulier à trois ailes à la française, construit en 1764 par le maréchal Johann Jakob Mayenfisch.
- Sur le pont peut être aperçue la statue de saint Népomucène, œuvre de Franz Ludwig Wind datant de 1752.

## Histoire
La commune a fusionné, le 1er janvier 2022, avec les communes de Baldingen, Böbikon, Rekingen, Rietheim, Rümikon, Wislikofen et Bad Zurzach pour former la commune de Zurzach.